# Karlgårds herrgård
Karlgårds herrgård eller Hedensbyn no 13 Carlgård var en herrgård i nuvarande stadsdelen Sörböle i Skellefteå.  
Karlgård bildades på 1790-talet av häradshövding Carl Fredrik Furtenbach genom en sammanslagning av ett flertal hemman. Huvudbyggnaden har dock anor från 1600-talet och är centrala Skellefteås äldsta byggnad. Senare köptes gården av skeppsbyggmästaren Johan Sandström som anlade Carlgårds varv där. Sedan dess har varvet liksom de flesta ekonomibyggnader rivits. Huvudbyggnaden, en kornbod och en stenkällare har dock bevarats.

## Historia
Herrgården bildades på 1790-talet då häradshövding Carl Fredrik Furtenbach köpte flera hemman på södra sidan Skellefteälven som han lät slå samman och bilda Hedensbyn no 13 Carlgård. Den 24 januari 1816 sålde han herrgården till Johan Sandström för 4 000 riksdaler. Sandström lät där uppföra ett skeppsvarv. Efter att Sandström avlidit 1841 flyttade sonen – med samma namn som fadern – tillbaka till herrgården tillsammans med sin familj. Detta efter att han gått i konkurs 1840. Sandströms änka, Eva Maria Nilsdotter, drev då herrgården – vad som återstod efter arvsskiften – som sterbhus. Sonen stannade på herrgården till 1849.
På 1960-talet köptes en stor del av marken upp av Skellefteå kommun. I samband med detta så revs ett antal gårdsbyggnader och kornboden från 1700-talet flyttades då längre in på gården. År 2021 revs stallbyggnaden som uppfördes på 1960-talet och kornboden flyttades återigen, denna gång närmare huvudbyggnaden. Samtidigt försvann en hästhage och en rest av ett jordbrukslandskap. Orsaken till både rivning och flytt var anläggandet av Karlgårdsbron.

## Byggnader

### Huvudbyggnad
Karlgårdsvägen 1 (Hedensbyn 13:9)
Huvudbyggnaden på Karlgård är centrala  Skellefteås äldsta byggnad med anor från 1692, ett årtal som finns inristat i byggnadens norra kroppås. I samband med att Furtenbach köpte byggnaden lät han förlänga den till sin dubbla storlek och i den södra kroppåsen finns därför året 1799 inristat. Furtenbach lät också byggnaden förses med brädpanel, knutlådor och rikt dekorerade portaler i empirestil. Detta gjordes för att huset skulle utgöra hemmanets representativa huvudbyggnad. De gamla blyinfattade fönstren från 1700-talet finns bevarade på vinden.
Fasaden är klädd med "stående, bred och delvis vankantad brädpanel. Husets empirestil uttrycks framför allt i kraftiga knutlådor och rikt profilerade portaler till de båda entréerna". De sexdelade fönstren på nedervåningen byttes ut 1965. Sadeltaket är täckt med tegel och vid taknocken finns fyra skorstenar.

### Ekonomibyggnader
Längs tillfartsvägen från söder lät Furtenbach uppföra en mängd olika ekonomibyggnader såsom bagarstuga, drängstuga, bodar och en ladugård. Det som blev kvar efter rivningen på 1960-talet var en kornbod – en dubbelbod från 1700-talet, ursprungligen placerad söder om huvudbyggnaden – och en större stenkällare belägen nära älvsbrinken. Stallet som uppfördes på 1960-talet revs 2021 och kornboden flyttades en andra gång.